# Herbert Schuch
Herbert Schuch (* 13. September 1979 in Timișoara, Sozialistische Republik Rumänien) ist ein deutscher  Pianist.

## Leben
Schuch erhielt seinen ersten Klavierunterricht bei Maria Bodo. In seiner Kindheit spielte er auch Violine. Nach der Übersiedlung der Familie nach Deutschland im Jahr 1988 wurde er von Kurt Hantsch an der Musikschule Rosenheim unterrichtet. Sein Abitur legte er am Rosenheimer Ignaz-Günther-Gymnasium ab. Im Alter von zwölf Jahren wurde er am Salzburger Mozarteum in die Klasse von Karl-Heinz Kämmerling aufgenommen. Er war zudem ein Schüler von Alfred Brendel, der ihn besonders prägte.
Schuch konzertierte in bekannten Konzertsälen u. a. mit dem London Philharmonic Orchestra, dem City of Birmingham Symphony Orchestra, dem Residentie Orkest Den Haag, dem Orchester des Mariinski-Theaters, den Bamberger Symphonikern, der Dresdner Philharmonie, den Münchner Philharmonikern, dem Deutschen Symphonie-Orchester Berlin, dem Sinfonieorchester des Hessischen Rundfunks, dem WDR Sinfonieorchester und weiteren Rundfunksinfonieorchestern, der Deutschen Radio Philharmonie Saarbrücken Kaiserslautern, der Camerata Salzburg und der Deutschen Staatsphilharmonie Rheinland-Pfalz. Dabei arbeitete er mit Dirigenten zusammen wie Pierre Boulez, Andrei Boreiko, Douglas Boyd, Olari Elts, Lawrence Foster, Waleri Gergijew,  Reinhard Goebel, Eivind Gullberg Jensen, Jakub Hrůša, Jun Märkl, Yannick Nézet-Séguin, Jonathan Nott, Markus Poschner, Michael Sanderling und Alexander Wedernikow.
Regelmäßig gastierte er bei Festspielen wie dem Rheingau Musik Festival, den Salzburger Festspielen, dem Heidelberger Frühling, dem Kissinger Sommer, oder dem Klavierfestival Ruhr. Im Trio mit Julia Fischer und Daniel Müller-Schott absolvierte er 2017 eine Tournee. Eine regelmäßige kammermusikalische Zusammenarbeit verbindet ihn auch mit der Violinistin Mirijam Contzen, mit der er eine CD veröffentlichte. Bei den Musiktagen Schloss Cappenberg am 16. und 17. September 2023 tritt er u. a. gemeinsam mit seiner Ehefrau Gülru Ensari im Klavier-Duo auf.
Schuch engagiert sich ehrenamtlich in der Organisation Rhapsody in School.

## Privates
Schuch ist mit der Pianistin Gülru Ensari verheiratet, mit der er auch als Klavierduo auftritt und eine CD veröffentlichte.

## Auszeichnungen
- Dreimaliger Bundessieger des  Jugend musiziert und Preis der Sonderwertung Klassik gewann
- 1992: Preisträger des Internationalen Klavierwettbewerbs in Aussig an der Elbe
- 1994 und 1996: Klassikpreis der Stadt Münster und des Westdeutschen Rundfunks
- Europäischer Musikpreis für die Jugend
- 1996: 1. Platz beim  European Union of Music Competitions for Youth in irischen Dublin und Sonderpreis für die beste Interpretation eines irischen Musikstücks
- 2004/2005: ZF-Musikpreis[8]
- 2004/2005: 1. Preis beim Alessandro Casagrande-Klavierwettbewerb in Terni
- 2004/2005: 1. Preis London International Piano Competition
- 2005: 1. Preis beim Internationalen Beethoven Klavierwettbewerb Wien[9]
- 2005: 1. Preis Kissinger Klavierolymp.
- Editors’ Choice des Magazins Gramophone für seine Debüt-CD mit Werken von  Schumann und Ravel[10]
- 2010: Bayerischer Kunstförderpreis[11]
- 2013: Echo Klassik in der Kategorie „Konzerteinspielung des Jahres (20./21. Jh.) Klavier“ für seine CD mit Klavierkonzerten von Viktor Ullmann und Ludwig van Beethoven (Oehms Classics; 2012)[12]

## Diskografie
- Herbert Schuch – Ravel: Miroirs, Schumann: Kreisleriana (Oehms Classics; 2005)
- Herbert Schuch. Mitschnitte vom Klavier-Festival Ruhr 2006. Werke von Helmut Lachenmann, Franz Schubert, Ludwig van Beethoven und Robert Schumann (Edition Klavier-Festival Ruhr, Avi-Music; 2006)
- Nachtstücke. Werke von Schumann, Holliger, Skrjabin, Ravel, Mozart (Oehms Classics und Deutschlandfunk; 2009)
- Sehnsuchtswalzer. Werke von Schumann, Schubert, Weber, Czerny (Oehms Classics und Deutschlandfunk; 2010)
- Viktor Ullmann: Piano Concerto op. 25; Ludwig van Beethoven: Piano Concerto No. 3. Mit dem WDR Sinfonieorchester, Dirigent: Olari Elts (Oehms Classics mit WDR; 2012)
- Invocation. Werke von Bach, Liszt, Ravel, Messiaen, Murail. (Naïve mit WDR; 2014)
- Edvard Grieg: Complete Symphonic Works Vol. IV. Sinfonie Nr. 1, c-Moll und Klavierkonzert a-Moll op. 16. Mit dem WDR Sinfonieorchester Köln, Dirigent: Eivind Aadland (Audite; 2014)
- Duvernoy, Koechlin, Kahn Brahms: Horn Trios. Mit Andrej Bielow (Violine) und Felix Klieser (Berlin Classics; 2017)
- Dialoges: Mozart, Debussy, Zimmermann. Klavierduo mit Gülru Ensari, Klavier (Avi-Music und SWR 2; 2018)
- Bagatellen: Bethoven, Ligeti (Avi-Music; 2019)
- Salieri, Hummel, Voříšek. Darauf u. a. Doppelkonzert in G-Dur op. 17 für Violine, Klavier und Orchester von J. N. Hummel. Mit Mirijam Contzen (Violine), WDR Sinfonieorchester, Dirigent: Reinhard Goebel (Sony Classical; 2020)
- Sebastian Manz, Herbert Schuch: Brahms, Schumann, Gade. Mit Sebastian Manz, Klarinette (Berlin Classics; 2022)